# شمس الدين أميري
شمس الدين أميري هو لاعب كرة قدم أفغاني في مركز حراسة المرمى، ولد في 12 فبراير 1985 في كابل في أفغانستان. شارك مع منتخب أفغانستان لكرة القدم. أما مع النوادي، فقد لعب مع نادي بنك كابل ونادي ورزشي ميوند.

## وصلات خارجية
- شمس الدين أميري على موقع قاعدة بيانات كرة القدم.إي يو (الإنجليزية)
- شمس الدين أميري على موقع ناشيونال فوتبول تيمز (الإنجليزية)
- شمس الدين أميري على موقع Soccerway.com (الإنجليزية)